# Мокгопонг
Мокгопонг (Mookgopong), бывший Набомспруит (Naboomspruit, букв.«Молочаевый ручей») — административный центр местного муниципалитета Мокгопонг в районе Ватерберг провинции Лимпопо (ЮАР).

## История
Город был основан в 1910 году после того, как в этих землях были обнаружены олово и платина. Из-за большого количество молочая (naboom), растущего по берегам местного ручья (spruit), город получил название «Молочаевый ручей» (Naboomspruit).
24 ноября 2006 года правительство ЮАР официально переименовало город в Мокгопонг.